# Spielvereinigung Greuther Fürth 2016-2017
Questa voce raccoglie le informazioni riguardanti la Spielvereinigung Greuther Fürth nelle competizioni ufficiali della stagione calcistica 2016-2017.

## Stagione
Nella stagione 2016-2017 il Greuther Fürth, allenato da Janos Radoki, concluse il campionato di 2. Bundesliga al 8º posto. In coppa di Germania il Greuther Fürth fu eliminato agli ottavi di finale dal Borussia M'gladbach.

## Rosa
| N. |                           | Ruolo | Calciatore             |
| -- | ------------------------- | ----- | ---------------------- |
| 30 | Germania (bandiera)       | P     | Sascha Burchert        |
| 26 | Germania (bandiera)       | P     | Jonas Deumeland        |
| 34 | Germania (bandiera)       | P     | Marius Funk            |
| 24 | Ungheria (bandiera)       | P     | Balázs Megyeri         |
| 1  | Germania (bandiera)       | P     | Sebastian Mielitz      |
| 28 | Germania (bandiera)       | D     | Marcel Franke          |
| 7  | Germania (bandiera)       | D     | Niko Gießelmann        |
| 4  | Austria (bandiera)        | D     | Lukas Gugganig         |
| 21 | Germania (bandiera)       | D     | Khaled Narey           |
| 5  | Germania (bandiera)       | D     | Nicolai Rapp           |
| 2  | Germania (bandiera)       | D     | Stephen Sama           |
| 35 | Germania (bandiera)       | D     | Dominik Schad          |
| 38 | Germania (bandiera)       | D     | Dominik Sollfrank      |
| 22 | Germania (bandiera)       | D     | Johannes van den Bergh |
| 14 | Costa d'Avorio (bandiera) | C     | Mathis Bolly           |
| 13 | Germania (bandiera)       | C     | Marco Caligiuri        |

| N. |                     | Ruolo | Calciatore           |
| -- | ------------------- | ----- | -------------------- |
| 29 | Germania (bandiera) | C     | Tolcay Ciğerci       |
| 27 | Austria (bandiera)  | C     | Christian Derflinger |
| 8  | Albania (bandiera)  | C     | Jürgen Gjasula       |
| 6  | Germania (bandiera) | C     | Andreas Hofmann      |
| 18 | Germania (bandiera) | C     | Benedikt Kirsch      |
| 16 | Ungheria (bandiera) | C     | Ádám Pintér          |
| 39 | Germania (bandiera) | C     | David Raum           |
| 23 | Turchia (bandiera)  | C     | Sercan Sararer       |
| 40 | Germania (bandiera) | C     | Patrick Sontheimer   |
| 20 | Austria (bandiera)  | C     | Robert Žulj          |
| 19 | Norvegia (bandiera) | A     | Veton Berisha        |
| 15 | Germania (bandiera) | A     | Serdar Dursun        |
| 9  | Germania (bandiera) | A     | Sebastian Freis      |
| 31 | Germania (bandiera) | A     | Daniel Steininger    |
| 17 | Norvegia (bandiera) | A     | Zlatko Tripić        |

## Organigramma societario
Area tecnica
- Allenatore: Janos Radoki
- Allenatore in seconda: Mirko Dickhaut, Thomas Kleine
- Preparatore dei portieri: Christian Fiedler
- Preparatori atletici:

## Risultati

### 2. Bundesliga

#### Girone di andata
| Arbitro: | Zwayer |

|          |           |  |
| Žulj 45’ | Marcatori |  |

| Arbitro: | Drees |

|                                 |           |             |
| Fossum 23’ Maier 74’ Harnik 85’ | Marcatori | 90’ Berisha |

| Arbitro: | Siewer |

|                                 |           |                              |
| Freis 39’ Dursun 47’ Franke 90’ | Marcatori | 62’ Kvesić 78’ (aut.) Franke |

| Arbitro: | Kampka |

|          |           |           |
| Fink 78’ | Marcatori | 23’ Narey |

| Arbitro: | Thomsen |

|  |           |                            |
|  | Marcatori | 10’, 79’ Pisot 84’ Schröck |

| Arbitro: | Stieler |

|                 |           |                           |
| Burgstaller 90’ | Marcatori | 40’ Dursun 54’ Steininger |

| Arbitro: | Willenborg |

|           |           |            |
| Freis 71’ | Marcatori | 90’ Wooten |

| Arbitro: | Rohde |

|                                    |           |  |
| Mané 2’, 4’ Pavard 24’ Gentner 80’ | Marcatori |  |

| Arbitro: | Sather |

|  |           |                              |
|  | Marcatori | 14’ Halloran 18’ Kleindienst |

| Arbitro: | Ittrich |

|               |           |  |
| Hernández 59’ | Marcatori |  |

| Arbitro: | Fritz |

|  |           |           |
|  | Marcatori | 51’ Osawe |

| Arbitro: | Schlager |

|                       |           |            |
| Freis 51’ Sararer 82’ | Marcatori | 67’ Gündüz |

| Arbitro: | Petersen |

|                |           |            |
| Gogia 20’, 86’ | Marcatori | 90’ Dursun |

| Arbitro: | Kempkes |

|                     |           |                 |
| Rapp 30’ Tripić 90’ | Marcatori | 77’ (aut.) Rapp |

| Arbitro: | Aarnink |

|                        |           |                    |
| Diamantakos 80’ (rig.) | Marcatori | 6’ Narey 24’ Bolly |

| Arbitro: | Willenborg |

|  |           |                          |
|  | Marcatori | 64’ Bouhaddouz 90’ Şahin |

| Arbitro: | Steinhaus |

|              |           |            |
| Leistner 65’ | Marcatori | 80’ Dursun |

#### Girone di ritorno
| Arbitro: | Jablonski |

|                            |           |            |
| Olić 43’ (rig.) Liendl 86’ | Marcatori | 12’ Dursun |

| Arbitro: | Kempter |

|                                        |           |          |
| Dursun 16’, 64’ Franke 21’ Berisha 67’ | Marcatori | 87’ Prib |

| Aue 10 febbraio 2017, ore 18:30 CET 20ª giornata | Erzgebirge Aue | 0 – 0 referto | Greuther Fürth | Sparkassen-Erzgebirgsstadion (6 500 spett.)\| Arbitro: \| Jöllenbeck \| |
| Arbitro:                                         | Jöllenbeck     |               |                |                                                                         |

| Arbitro: | Alt |

|          |           |  |
| Žulj 41’ | Marcatori |  |

| Arbitro: | Heft |

|             |           |                 |
| Schröck 47’ | Marcatori | 52’ (aut.) Díaz |

| Arbitro: | Osmers |

|          |           |  |
| Žulj 77’ | Marcatori |  |

| Arbitro: | Gerach |

|          |           |            |
| Kuhn 14’ | Marcatori | 88’ Dursun |

| Arbitro: | Sather |

|            |           |  |
| Berisha 9’ | Marcatori |  |

| Arbitro: | Storks |

|  |           |               |
|  | Marcatori | 21’, 67’ Žulj |

| Fürth 5 aprile 2017, ore 17:30 CEST 27ª giornata | Greuther Fürth | 0 – 0 referto | Eintracht Braunschweig | Sportpark Ronhof Thomas Sommer (8 035 spett.)\| Arbitro: \| Kampka \| |
| Arbitro:                                         | Kampka         |               |                        |                                                                       |

| Arbitro: | Schröder |

|                     |           |  |
| Zoua 20’ Moritz 39’ | Marcatori |  |

| Arbitro: | Gerach |

|             |           |  |
| Eisfeld 18’ | Marcatori |  |

| Arbitro: | Heft |

|                   |           |  |
| Aosman 74’ (aut.) | Marcatori |  |

| Arbitro: | Jöllenbeck |

|                |           |            |
| Voglsammer 54’ | Marcatori | 90’ Dursun |

| Arbitro: | Thomsen |

|  |           |           |
|  | Marcatori | 89’ Rolim |

| Arbitro: | Sather |

|             |           |          |
| Sobiech 70’ | Marcatori | 37’ Žulj |

| Arbitro: | Siewer |

|            |           |                               |
| Dursun 66’ | Marcatori | 38’ Redondo 78’ (rig.) Polter |

### Coppa di Germania
| Arbitro: | Bläser |

|              |           |                                           |
| Drinkuth 81’ | Marcatori | 42’ Žulj 71’ Dursun 89’ Tripić 90’ Kirsch |

| Arbitro: | Winkmann |

|                         |           |             |
| Sararer 79’ Berisha 90’ | Marcatori | 68’ Córdoba |

| Arbitro: | Dankert |

|  |           |                             |
|  | Marcatori | 12’ Wendt 36’ (rig.) Hazard |

## Statistiche

### Statistiche di squadra
| Competizione      | Punti | In casa | In casa | In casa | In casa | In casa | In casa | In trasferta | In trasferta | In trasferta | In trasferta | In trasferta | In trasferta | Totale | Totale | Totale | Totale | Totale | Totale | DR |
| Competizione      | Punti | G       | V       | N       | P       | Gf      | Gs      | G            | V            | N            | P            | Gf           | Gs           | G      | V      | N      | P      | Gf     | Gs     | DR |
| ----------------- | ----- | ------- | ------- | ------- | ------- | ------- | ------- | ------------ | ------------ | ------------ | ------------ | ------------ | ------------ | ------ | ------ | ------ | ------ | ------ | ------ | -- |
| 2. Bundesliga     | 45    | 17      | 9       | 2       | 6       | 18      | 17      | 17           | 3            | 7            | 7            | 15           | 23           | 34     | 12     | 9      | 13     | 33     | 40     | -7 |
| Coppa di Germania | -     | 2       | 1       | 0       | 1       | 2       | 3       | 1            | 1            | 0            | 0            | 4            | 1            | 3      | 2      | 0      | 1      | 6      | 4      | +2 |
| Totale            | -     | 19      | 10      | 2       | 7       | 20      | 20      | 18           | 4            | 7            | 7            | 19           | 24           | 37     | 14     | 9      | 14     | 39     | 44     | -5 |

### Andamento in campionato
| Giornata  | 1 | 2 | 3 | 4 | 5  | 6 | 7 | 8 | 9  | 10 | 11 | 12 | 13 | 14 | 15 | 16 | 17 | 18 | 19 | 20 | 21 | 22 | 23 | 24 | 25 | 26 | 27 | 28 | 29 | 30 | 31 | 32 | 33 | 34 |
| --------- | - | - | - | - | -- | - | - | - | -- | -- | -- | -- | -- | -- | -- | -- | -- | -- | -- | -- | -- | -- | -- | -- | -- | -- | -- | -- | -- | -- | -- | -- | -- | -- |
| Luogo     | C | T | C | T | C  | T | C | T | C  | T  | C  | C  | T  | C  | T  | C  | T  | T  | C  | T  | C  | T  | C  | T  | C  | T  | C  | T  | T  | C  | T  | C  | T  | C  |
| Risultato | V | P | V | N | P  | V | N | P | P  | P  | P  | V  | P  | V  | V  | P  | N  | P  | V  | N  | V  | N  | V  | N  | V  | V  | N  | P  | P  | V  | N  | P  | N  | P  |
| Posizione | 5 | 9 | 4 | 7 | 10 | 7 | 7 | 8 | 11 | 13 | 15 | 13 | 13 | 13 | 10 | 12 | 12 | 12 | 11 | 11 | 10 | 11 | 7  | 7  | 6  | 6  | 6  | 6  | 6  | 6  | 6  | 6  | 6  | 8  |

Legenda:

Luogo: C = Casa; T = Trasferta. Risultato: V = Vittoria; N = Pareggio; P = Sconfitta.

### Statistiche dei giocatori
| Giocatore        | 2. Bundesliga | 2. Bundesliga | 2. Bundesliga | 2. Bundesliga | Coppa di Germania | Coppa di Germania | Coppa di Germania | Coppa di Germania | Totale   | Totale | Totale      | Totale     |
| Giocatore        | Presenze      | Reti          | Ammonizioni   | Espulsioni    | Presenze          | Reti              | Ammonizioni       | Espulsioni        | Presenze | Reti   | Ammonizioni | Espulsioni |
| ---------------- | ------------- | ------------- | ------------- | ------------- | ----------------- | ----------------- | ----------------- | ----------------- | -------- | ------ | ----------- | ---------- |
| S. Burchert      | 2             | 0             | 0             | 0             | 3                 | 0                 | 0                 | 0                 | 5        | 0      | 0           | 0          |
| J. Deumeland     | -             | -             | -             | -             | -                 | -                 | -                 | -                 | -        | -      | -           | -          |
| M. Funk          | -             | -             | -             | -             | -                 | -                 | -                 | -                 | -        | -      | -           | -          |
| B. Megyeri       | 32            | 0             | 2             | 0             | -                 | -                 | -                 | -                 | 32       | 0      | 2           | 0          |
| S. Mielitz       | -             | -             | -             | -             | -                 | -                 | -                 | -                 | -        | -      | -           | -          |
| M. Franke        | 31            | 2             | 3             | 0             | 3                 | 0                 | 1                 | 0                 | 34       | 2      | 4           | 0          |
| N. Gießelmann    | 31            | 0             | 7             | 0             | 2                 | 0                 | 0                 | 0                 | 33       | 0      | 7           | 0          |
| L. Gugganig      | 4             | 0             | 1             | 0             | -                 | -                 | -                 | -                 | 4        | 0      | 1           | 0          |
| K. Narey         | 31            | 2             | 6             | 0             | 3                 | 0                 | 0                 | 0                 | 34       | 2      | 6           | 0          |
| N. Rapp          | 19            | 1             | 5             | 0             | 3                 | 0                 | 1                 | 0                 | 22       | 1      | 6           | 0          |
| S. Sama          | 1             | 0             | 0             | 1             | -                 | -                 | -                 | -                 | 1        | 0      | 0           | 1          |
| D. Schad         | 9             | 0             | 2             | 0             | -                 | -                 | -                 | -                 | 9        | 0      | 2           | 0          |
| D. Sollfrank     | 1             | 0             | 0             | 0             | -                 | -                 | -                 | -                 | 1        | 0      | 0           | 0          |
| J. van den Bergh | 10            | 0             | 2             | 0             | 1                 | 0                 | 0                 | 0                 | 11       | 0      | 2           | 0          |
| M. Bolly         | 16            | 1             | 3             | 0             | 1                 | 0                 | 0                 | 0                 | 17       | 1      | 3           | 0          |
| M. Caligiuri     | 29            | 0             | 3             | 0             | 3                 | 0                 | 1                 | 0                 | 32       | 0      | 4           | 0          |
| T. Ciğerci       | 2             | 0             | 0             | 0             | -                 | -                 | -                 | -                 | 2        | 0      | 0           | 0          |
| C. Derflinger    | 2             | 0             | 0             | 0             | -                 | -                 | -                 | -                 | 2        | 0      | 0           | 0          |
| J. Gjasula       | 12            | 0             | 4             | 0             | -                 | -                 | -                 | -                 | 12       | 0      | 4           | 0          |
| A. Hofmann       | 28            | 0             | 9             | 0             | 2                 | 0                 | 0                 | 0                 | 30       | 0      | 9           | 0          |
| B. Kirsch        | 13            | 0             | 2             | 1             | 2                 | 1                 | 0                 | 0                 | 15       | 1      | 2           | 1          |
| Á. Pintér        | 13            | 0             | 2             | 0             | 1                 | 0                 | 0                 | 1                 | 14       | 0      | 2           | 1          |
| D. Raum          | 5             | 0             | 0             | 0             | -                 | -                 | -                 | -                 | 5        | 0      | 0           | 0          |
| S. Sararer       | 16            | 1             | 1             | 1             | 2                 | 1                 | 0                 | 0                 | 18       | 2      | 1           | 1          |
| P. Sontheimer    | 11            | 0             | 2             | 0             | 1                 | 0                 | 0                 | 0                 | 12       | 0      | 2           | 0          |
| R. Žulj          | 23            | 6             | 6             | 0             | 3                 | 1                 | 1                 | 0                 | 26       | 7      | 7           | 0          |
| V. Berisha       | 26            | 3             | 4             | 0             | 3                 | 1                 | 0                 | 0                 | 29       | 4      | 4           | 0          |
| S. Dursun        | 32            | 10            | 5             | 0             | 3                 | 1                 | 0                 | 0                 | 35       | 11     | 5           | 0          |
| S. Freis         | 18            | 3             | 1             | 0             | 2                 | 0                 | 0                 | 0                 | 20       | 3      | 1           | 0          |
| D. Steininger    | 15            | 1             | 1             | 0             | -                 | -                 | -                 | -                 | 15       | 1      | 1           | 0          |
| Z. Tripić        | 13            | 1             | 2             | 0             | 2                 | 1                 | 0                 | 0                 | 15       | 2      | 2           | 0          |
| I. Azemi         | 2             | 0             | 0             | 0             | -                 | -                 | -                 | -                 | 2        | 0      | 0           | 0          |
| G. Davies        | 2             | 0             | 0             | 0             | -                 | -                 | -                 | -                 | 2        | 0      | 0           | 0          |
| D. Đoković       | 7             | 0             | 2             | 0             | -                 | -                 | -                 | -                 | 7        | 0      | 2           | 0          |
| S. Heidinger     | 10            | 0             | 3             | 0             | 1                 | 0                 | 0                 | 0                 | 11       | 0      | 3           | 0          |
| A. Vukušić       | 7             | 0             | 0             | 0             | 1                 | 0                 | 0                 | 0                 | 8        | 0      | 0           | 0          |